# Despicable Me
Despicable Me (titulada Mi villano favorito en Hispanoamérica y Gru: mi villano favorito en España) es una película cómica de animación producida por Illumination (la primera del estudio) y distribuida por Universal Pictures. Fue dirigida por Pierre Coffin y Chris Renaud, con una historia de Sergio Pablos, estrenada en Estados Unidos el 9 de julio de 2010.

## Argumento
La película comienza en Egipto, junto a la gran pirámide de Guiza, donde se detiene un autobús lleno de turistas estadounidenses. Mientras toman fotografías, un niño se escapa del cuidado de sus padres y cae accidentalmente sobre la pirámide. Inesperadamente, rebota sobre ella. Así se descubre que la estructura original ha sido robada y sustituida por un doble inflable.
En una escena siguiente, la historia se sitúa en un tranquilo barrio suburbano, rodeado de vallas blancas con floridos rosales, donde hay una casa de color negro con el césped amarillento. Sin que sus vecinos lo sepan, en su subsuelo se halla el escondite secreto del supervillano Felonious Gru y su ejército de Minions, unos pequeños humanoides con forma de pastilla amarilla, vestidos con buzo de trabajo y gafas. Cuando Gru se entera del robo de la pirámide, su orgullo es gravemente herido y para recuperar su posición como el más grande supervillano de la Tierra decide realizar el mayor atraco de la historia mundial: robar la Luna.
Armado con sus planos para la construcción de un cohete, Gru trata de obtener un préstamo del Banco Local del Mal, donde conoce a un joven supervillano llamado Vector, quien había sido el responsable del robo de la pirámide. Cuando consigue entrar para hablar con el presidente del Banco, el señor Perkins, éste le niega el préstamo hasta que obtenga un rayo reductor, que resulta indispensable para que su plan salga adelante. 
Aunque Gru y sus Minions logran robar el rayo reductor de un laboratorio secreto, cuando está escapando, aparece Vector y, a su vez, se lo roba. Gru intenta recuperarla infiltrándose en la base de Vector, pero sus intentos resultan inútiles cuando las defensas resultan ser mucho mejores de lo que él preveía. Decaído, ve sin embargo cómo tres niñas huérfanas llamadas Margo, Edith y Agnes (que Gru ya las había conocido antes de enterarse de que Vector robara la pirámide) consiguen entrar en la guarida para vender galletas. Gru tiene una idea y decide adoptar a las tres niñas para llevar a cabo su plan. Tras lograr que se las den en adopción, el villano pide a su ayudante, el doctor Nefario, que construya varios robots con forma de galleta de determinadas cualidades, ya que Vector ha realizado un gran pedido de estas.
Al día siguiente, Gru lleva a las chicas hasta la casa de Vector para que entreguen el pedido. Cuando las pequeñas entran, las galletas-robot salen de las cajas, abriendo un hueco en el interior de la cámara acorazada, lo cual permite a Gru y a un par de Minions entrar para robar el rayo reductor. Sin embargo, las galletas-robot sellan la pared de nuevo, imposibilitando su salida. Tras varios momentos en los que están a punto de ser descubiertos por Vector, logran escapar de allí por la puerta principal. Antes de volver a la casa, Gru lleva a las niñas al parque de diversiones "Superdiverlandia" en un principio para deshacerse de ellas, pero después termina agarrándoles cariño.
De vuelta a su casa en el suburbio, Gru hace una adaptación del plan y lo presenta al señor Perkins a través de una comunicación por videoconferencia accidentada, pues las chicas y varios Minions interrumpen su exposición. Perkins le sorprende de nuevo denegándole el préstamo, diciendo que, si bien no tiene problemas con cómo se desarrollaría el plan, sí los tiene con Gru, al considerarlo muy viejo y poco exitoso, una vez más diciendo que le gustaría que fuera Vector el que llevara a cabo el plan. Poco después, Perkins recrimina a Vector (quien realmente es su hijo, Victor "Vector" Perkins) por dejar que Gru haya robado el rayo reductor.
Desalentado, Gru les dice a los Minions que no pueden seguir adelante con la misión, ya que no tienen fondos para construir el cohete, y que ya no podrán seguir con sus actividades delictivas. Las niñas, intentando animarle, le dan a Gru sus ahorros y los Minions se ofrecen a hacer una colecta para poner en marcha el plan. Esto lo anima y decide seguir adelante con el plan, comprando materiales baratos y reciclando otros objetos para poder llevar a cabo la construcción.
Durante la construcción del cohete, Nefario comienza a ver a las niñas como una distracción para Gru, que está empezando a disfrutar de su papel como padre adoptivo de Margo, Edith y Agnes. Con la construcción casi terminada, Nefario decide llamar a la señorita Hattie, la desagradable dueña del orfanato donde vivían las niñas antes de que Gru las adoptara, para que se las lleve de vuelta al orfanato, diciendo ser Gru. Él, entristecido, deja que las niñas se marchen y continúa con el plan de robar la luna, despegando con éxito.
Tras encoger el satélite hasta el tamaño de una naranja, Gru lo guarda en uno de sus bolsillos, y permanece flotando en el espacio durante un tiempo, celebrando su gloria por haberlo cumplido su plan, hasta que el billete de la obra de ballet de las niñas (que Agnes le había dado hacía un mes) aparece flotando en el espacio. Gru se da cuenta de que todavía tiene tiempo de llegar a la obra y regresa a la Tierra, aterrizando cerca del colegio donde se celebraba el recital. Pero cuando llega, la obra ya ha acabado. Triste, va hasta la silla que le había sido reservado y encuentra allí una nota de Vector, quien ha raptado a las niñas y exige que le dé la Luna si quiere volver a verlas.
Gru va hasta la fortaleza de Vector y le da la Luna, pero el joven reniega de su acuerdo y decide mantener a las niñas como cautivas. Esto lo enfurece, logrando penetrar a través de las defensas de la fortaleza y agarrarse a la nave de Vector mientras ésta despega, con la Luna y las niñas en su interior. Aunque no consigue agarrarse bien y cae al vacío, es rescatado justo a tiempo por el doctor Nefario y los Minions. Éste le explica que los efectos del rayo reductor no son permanentes y estos empiezan a desaparecer a un ritmo directamente proporcional (algo que el doctor llama el "Principio de Nefario").
Mientras Gru sigue persiguiendo a Vector, la Luna empieza a agrandarse debido a que los efectos de la contracción están desapareciendo, y empieza a moverse por el interior de la nave de Vector, distrayéndolo y rompiendo la burbuja de cristal en la que están encerradas las chicas. Éstas consiguen abrir una compuerta, y Agnes y Edith consiguen saltar de la nave de Vector a la de Gru, donde son introducidas por los Minions. Cuando Margo intenta saltar, Vector se lo impide, soltando a Margo, quien se agarra a un cable que está uniendo las dos naves. Gru intenta llegar hasta Margo, pero justo cuando está a punto de agarrar a Margo, el cable se rompe y los dos caen al vacío, pero los Minions los agarran, salvando sus vidas. Mientras, la Luna, que está en rápida expansión, activa los cohetes de la nave de Vector y la envía al espacio, con Vector justo encima de la nave, lo cual lleva a la Luna hasta su antigua posición en órbita.
Gru y las chicas se establecen como una familia feliz, viviendo con los Minions. Las chicas deciden dar un recital especial de ballet para los Minions, Gru y la madre de este, quien tras muchos años de descuidar a su hijo le dice que está orgullosa de él por ser tan buen padre.
Durante los créditos, dos Minions están compitiendo para ver quien estira la mano más lejos en un barranco pero los objetos e intentos fallidos de estos dos últimos obligan al árbitro a lanzarse en un cañón rompiendo la cámara. Éste empieza a hacer sombras. Pero cuando hace la de Gru, lo atrae viéndose obligado a irse.

## Reparto

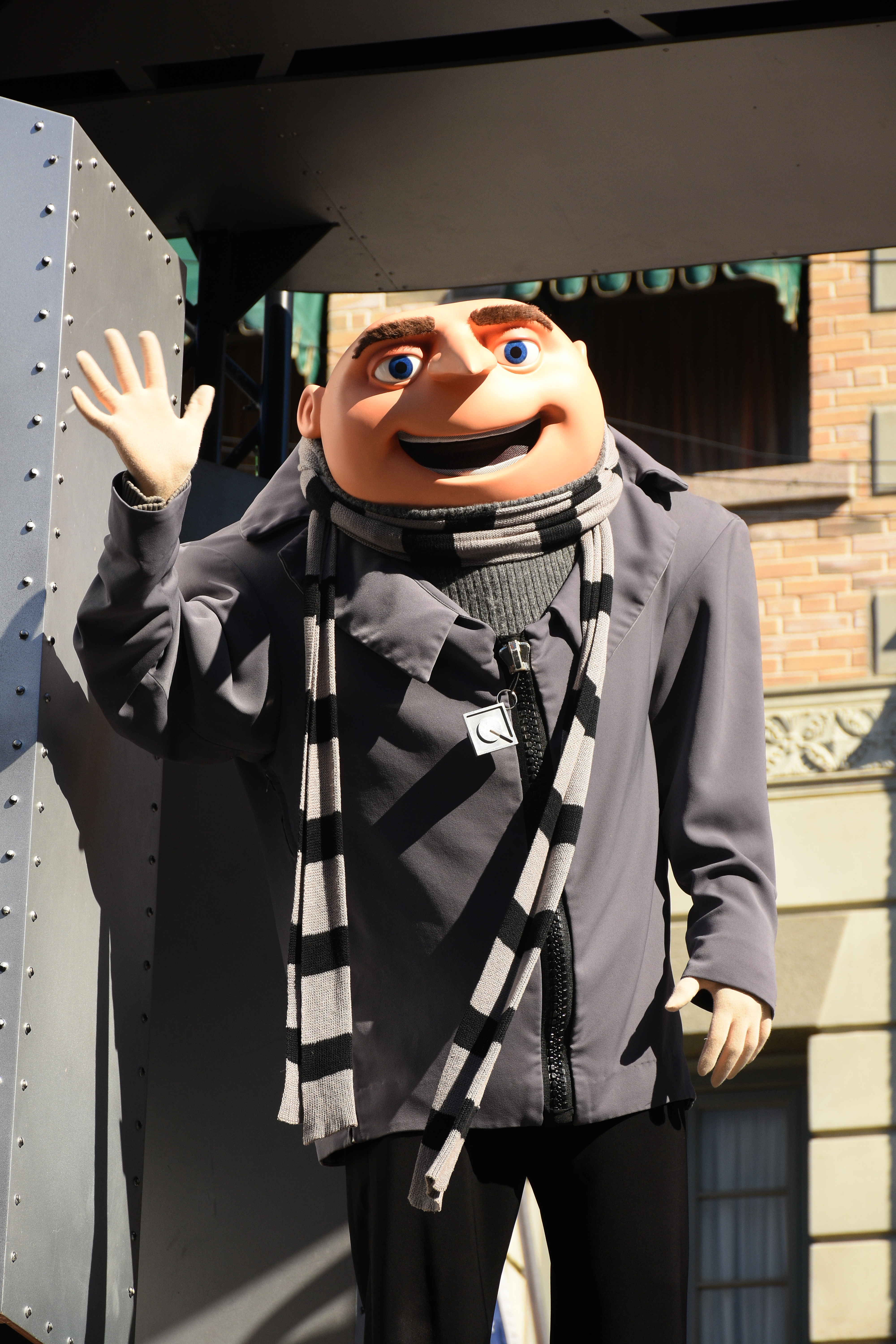
Cosplayer de Gru

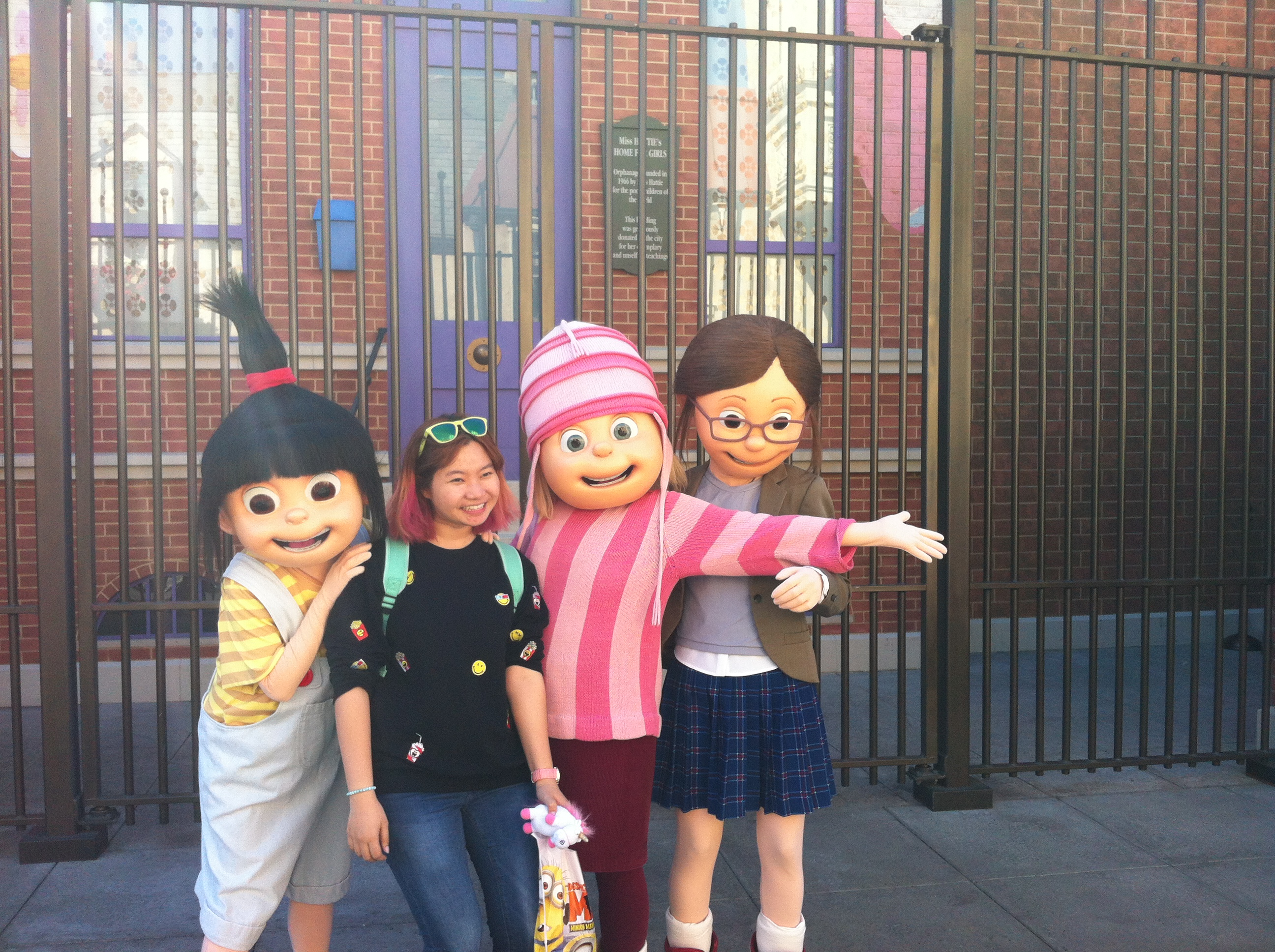
Cosplayers de las tres niñas adoptivas de Gru: Agnes (izquierda), Edith (medio) y Margo (derecha)

- Steve Carell como Felonious Gru, un supervillano cuyo mayor plan es robar la luna, que se hace padre de Margo, Edith y Agnes.[4]
- Jason Segel como Victor Perkins "Vector Romero" personaje inspirado en el gran cómico español Berto Romero, un joven supervillano que se convierte en rival de Gru.
- Russell Brand como el Dr. Nefario, un científico socio de Gru
- Miranda Cosgrove como Margo, una niña huérfana que se vuelve hija adoptiva mayor de Gru. Es la hermana mayor de Edith y Agnes.
- Dana Gaier como Edith, una niña huérfana, hija adoptiva del medio de Gru.
- Elsie Fisher como Agnes, la hermana pequeña de Edith y Margo, e hija adoptiva pequeña de Gru. Se hace amiga de Phil el minion.
- Pierre Coffin, Chris Renaud y Jemaine Clement como Tom, Mark, Jerry, Phil y los Minions, los torpes e ingenuos secuaces amarillos de Gru
- Kristen Wiig como la Sra. Hattie, la desagradable directora del orfanato donde vivían las niñas
- Will Arnett como el Sr. Perkins, padre de Vector y director del Banco Local Del Mal
- Julie Andrews como Marlena, la madre de Gru
- Danny McBride como Fred McDade, el vecino de Gru
- Phillip Bolden como CJ
- Ken Daurio como un guardia egipcio, cuidador de la pirámide de Giza
- Mindy Kaling como una madre turista
- Jack McBrayer como un padre turista y el panadero del carnaval
- Ken Jeong como presentador del Talk Show
- Rob Huebel como el reportero de noticias

### Doblaje
| Personaje                    | Actor de Voz     | Actor de Voz         | Actor de Voz                    |
| ---------------------------- | ---------------- | -------------------- | ------------------------------- |
| Gru                          | Steve Carell     | Florentino Fernández | Andrés Bustamante               |
| Victor "Vector" Perkins      | Jason Segel      | Luis Posada          | Aleks Syntek y Danny Flow       |
| Dr. Nefario                  | Russell Brand    | Lorenzo Beteta       | Enrique Cervantes               |
| Margo                        | Miranda Cosgrove | Ana de Armas         | Monserrat Mendoza               |
| Edith                        | Dana Gaier       | Andrea Rius          | Monserrat Fernández             |
| Agnes                        | Elsie Fisher     | María Peinado        | Itzel Mendoza                   |
| Minions                      | Pierre Coffin    | Álex Saudinós        | Ricardo Tejedo (algunas líneas) |
| Minions                      | Pierre Coffin    | Ricardo Escobar      | Ricardo Tejedo (algunas líneas) |
| Minions                      | Chris Renaud     | Juan Amador Pulido   | Ricardo Tejedo (algunas líneas) |
| Minions                      | Jemaine Clement  | Alejandro Méndez     | Ricardo Tejedo (algunas líneas) |
| Sra. Hattie                  | Kristen Wiig     | Mar Bordallo         | Laura Luz                       |
| Sr. Perkins, padre de Vector | Will Arnett      | Luis Mas             | Axel Kuschevatzky               |
| Marlena, madre de Gru        | Julie Andrews    | Florentino Fernández | Magda Giner                     |
| Fred McDade                  | Danny McBride    | Rafael Azcárraga     | Rolando de Castro               |
| Madre turista                | Mindy Kaling     | Mercedes Cepeda      | Berenice Vega                   |
| Padre turista                | Jack McBrayer    | Juan Carlos Lozano   | Ricardo Tejedo                  |
| Panadero del carnaval        | Jack McBrayer    | Fernando Cabrera     | Gerardo García                  |
| Presentador del Talk Show    | Ken Jeong        | Florentino Fernández | Rubén Moya                      |
| Reportero de noticias        | Rob Huebel       | José Luis Angulo     | Carlos Loret de Mola            |

## Música
La música instrumental de Despicable Me compuesta por Hans Zimmer, Heitor Pereira, y Pharrell Williams, fue grabada con un conjunto de 67 instrumentos de la Orquesta Sinfónica de Hollywood Studio en el Escenario de Newman que alcanzaron el nivel de 20th Century Fox.
Canciones de la película también se registraron por Lupe Fiasco ("Minion Mambo") y Robin Thicke ("My Life").
Rip Slyme proporciona el tema musical para el lanzamiento japonés de la primera película "Good Times (Bad Times remix)".

Toda la música compuesta por Pharrell Williams, salvo excepciones.. 
| N.º | Título                                                              | Escritor(es)                         | Cantante             | Duración |  |
| 1.  | «Despicable Me»                                                     |                                      | Pharrell             | 4:13     |  |
| 2.  | «Fun, Fun, Fun»                                                     |                                      | Pharrell             | 3:26     |  |
| 3.  | «I'm On a Roll»                                                     |                                      | Destinee & Paris     | 3:11     |  |
| 4.  | «Minion Mambo» (feat. Pharrell & Lupe Fiasco)                       | Pharrell Williams, W. M. Jaco        | The Minions          | 3:04     |  |
| 5.  | «Boogie Fever» (From the 1976 album Showcase)                       | Freddie Perren, Kenneth St. Lewis    | The Sylvers          | 3:28     |  |
| 6.  | «My Life»                                                           | Pharrell Williams, Robin Thicke      | Robin Thicke         | 3:54     |  |
| 7.  | «Prettiest Girls»                                                   |                                      | Pharrell             | 3:19     |  |
| 8.  | «Rocket's Theme»                                                    |                                      | Pharrell             | 4:03     |  |
| 9.  | «You Should Be Dancing» (From the 1976 album Children of the World) | Barry Gibb, Robin Gibb, Maurice Gibb | Bee Gees             | 4:18     |  |
| 10. | «The Unicorn Song»                                                  |                                      | Agnes (Elsie Fisher) | 2:08     |  |
| 11. | «Soñar (My Life)» (Tema extra exclusivo en iTunes)                  | Pharrell Williams, Robin Thicke      | David Bisbal         | 4:03     |  |
| 12. | «Creatures of the Night»                                            | Paul Stanley, Adam Mitchell          | KISS                 | 4:50     |  |

### Despicable Me: Original Motion Picture Soundtrack
Toda la música compuesta por Pharrell Williams, salvo excepciones.. 
| N.º | Título                                | Escritor(es)                               | Cantante                           | Duración |  |
| 1.  | «Despicable Me (Orchestra Version)»   |                                            | Pharrell                           | 1:46     |  |
| 2.  | «Casino Royale»                       | Burt Bacharach, Hal David                  | Herb Alpert & The Tijuana Brass    | 2:36     |  |
| 3.  | «Prettiest Girls (Introduction)»      |                                            | Pharrell                           | 0:42     |  |
| 4.  | «Prettiest Girls (Orchestra Version)» |                                            | Pharrell                           | 2:22     |  |
| 5.  | «Sweet Home Alabama»                  | Ed King, Gary Rossington, Ronnie Van Zant  | Lynyrd Skynyrd                     | 4:45     |  |
| 6.  | «Despicable Me II (Checking Inn)»     |                                            | Pharrell                           | 1:48     |  |
| 7.  | «Garota De Ipanema»                   | Antônio Carlos Jobim                       | Antonio Jobim & Vinicius De Moraes | 0:42     |  |
| 8.  | «The Way It Is (Vector's Theme)»      | Pharrell Williams, D.A. Wallach            | D.A. Wallach                       | 3:26     |  |
| 9.  | «Copacabana»                          | Jack Feldman, Barry Manilow, Bruce Sussman | Barry Manilow                      | 5:46     |  |
| 10. | «Fun, Fun, Fun (Orchestra Version)»   |                                            | Pharrell                           | 2:52     |  |
| 11. | «Swan Lake Waltz»                     | Piotr Ilich Chaikovski                     | Piotr Ilich Chaikovski             | 6:49     |  |

### Despicable Me Score
Toda la música compuesta por Heitor Pereira y Pharrell Williams. 
| N.º | Título                     | Duración |  |
| 1.  | «Happy Gru»                | 0:52     |  |
| 2.  | «Door Bell Rings»          | 0:22     |  |
| 3.  | «Kyle Attacks»             | 0:30     |  |
| 4.  | «Nefario Calls Gru»        | 1:08     |  |
| 5.  | «Minion March»             | 1:29     |  |
| 6.  | «Miss Hattie's Face»       | 0:49     |  |
| 7.  | «Gru Calls Mom»            | 0:43     |  |
| 8.  | «Meeting Mr. Perkins»      | 1:10     |  |
| 9.  | «Explosion»                | 0:19     |  |
| 10. | «Meet The Girls (Reprise)» | 0:27     |  |
| 11. | «Adoption Process»         | 4:02     |  |
| 12. | «Gru's Lair»               | 1:01     |  |
| 13. | «Gru's Kitchen»            | 1:41     |  |
| 14. | «All Girls Amped Up»       | 0:18     |  |
| 15. | «Girls To Bed»             | 1:58     |  |
| 16. | «Girls To Dance Class»     | 0:34     |  |
| 17. | «Gru Is Angry»             | 1:04     |  |
| 18. | «Nefario Is Angry»         | 0:27     |  |
| 19. | «Teleconference»           | 3:37     |  |
| 20. | «Piggy Bank»               | 2:18     |  |
| 21. | «Hyper Girls»              | 0:37     |  |
| 22. | «Sleepy Kittens»           | 3:38     |  |
| 23. | «Nefario Confronts Gru»    | 1:43     |  |
| 24. | «Don't Let Her Take Us»    | 1:34     |  |
| 25. | «Kisses Goodnight»         | 2:41     |  |

### Despicable Me Score(Promo)
Toda la música compuesta por Heitor Pereira y Pharrell Williams. 
| N.º | Título                   | Duración |  |
| 1.  | «Logo – Beautiful Egypt» | 1:42     |  |
| 2.  | «Mal Mart»               | 1:36     |  |
| 3.  | «Cookie Delivery»        | 3:30     |  |
| 4.  | «Drunk Unicorn»          | 0:36     |  |
| 5.  | «Blast Off»              | 1:32     |  |
| 6.  | «Gru In Space»           | 0:47     |  |
| 7.  | «Rushing Back»           | 1:34     |  |
| 8.  | «Gru VS. Vector»         | 6:02     |  |

### Despicable Me Score(EP)
Toda la música compuesta por Heitor Pereira y Pharrell Williams. 
| N.º | Título             | Duración |  |
| 1.  | «Happy Gru»        | 0:42     |  |
| 2.  | «Minions March»    | 1:22     |  |
| 3.  | «Gru's Lair»       | 0:59     |  |
| 4.  | «Gru's Kitchen»    | 1:39     |  |
| 5.  | «Piggy Bank»       | 2:16     |  |
| 6.  | «Korean Lab Heist» | 3:39     |  |
| 7.  | «The Moon»         | 1:31     |  |

## Estreno

### Mercadotecnia
Algunos adelantos de la película fueron presentados en la versión de habla inglesa del reality show Cuestión de peso. También fue promocionada en Last Comic Standing cuando Gru se presenta a la audición. Uno de los minions estuvo presente en la audición, pero se mantuvo en silencio.
La cadena de restaurantes IHOP promocionó la película mediante la introducción de tres nuevos platos, un desayuno para niños y una bebida, todos con la palabra "minion" en el nombre.
En Estados Unidos se presentó una serie de anuncios breves durante los últimos maratones de NCIS, donde el personaje principal Gru dice que una serie de cartas amenazantes es su propio nombre GRU. Esto es realmente una referencia al Departamento Central de Inteligencia, la inteligencia militar rusa.
Best Buy ha lanzado una aplicación gratuita para teléfono inteligente llamado «Modo de película», que traduce lo que están diciendo los minions durante los créditos finales. Contenidos especiales son liberados desde la aplicación después de ver la película.

### Videojuegos
Se lanzó un juego de video para PlayStation 2, PlayStation Portable y Wii, titulado Mi villano favorito: El juego. Una versión para Nintendo DS fue lanzada bajo el nombre de Mi villano favorito: Minion Mayhem. También se creó el juego para celulares y tablillas Llamado Minion Rush.

## Secuelas y precuelas
Hay una secuela titulada Mi Villano Favorito 2 que se estrenó el 5 de julio de 2013.
En ella, Gru ya no es un villano y se dedica a cuidar de sus hijas. Su vida cambiará cuando una agente (Lucy) de la LAV (Liga Anti-Villanos) lo secuestre y le pide ayuda para salvar al mundo.
En el trayecto de esta película, Gru y Lucy irán descubriendo que son el uno para el otro.
Gracias a los conocimientos de Gru, él y Lucy lograrán descifrar quién tiene el líquido que transforma a los seres vivos en seres morados, malvados e indestructibles. 
Una segunda secuela, Mi Villano Favorito 3, se estrenó el 30 de junio de 2017. 
Aquí Gru ahora a como padre de familia y esposo, luego de perder su trabajo como espía al no capturar a un villano, una estrella de televisión de los 80's, llamado Balthazar Bratt, recibirá la noticia de que tiene un hermano gemelo (Dru), quien intentará convencer a Gru de volver a ser un villano. 
Una tercera secuela, Mi Villano Favorito 4, se estrenó el 4 de julio de 2024. 
En ella Gru tiene un nuevo hijo, Gru Jr., y se muda con su familia, ahí se enfrenta contra un viejo enemigo de cuando era joven, los cuales se retan a duelo.
Una precuela-spin-off, Minions, se estrenó el 10 de julio de 2015, con los Minions como protagonistas.
Una segunda precuela, Minions: Nace Un Villano, se estrenó el 1 de julio de 2022.

## Recepción

### Respuesta de la crítica
La película recibió críticas positivas en general. Una revisión de Rotten Tomatoes dio una puntuación de 81% basado en 191 revisiones, con un puntaje promedio de 6,8/10. El consenso del sitio web es: con grandes préstamos (hechos de forma inteligente) de Pixar y Looney Tunes, Mi Villano Favorito es una película sorprendentemente reflexiva, para familias, y con algunas sorpresas propias. Metacritic, otro sitio de reseñas, asignó a la película una puntuación de 72%, basado en 35 comentarios de críticos populares.
Roger Ebert, del Chicago Sun-Times elogió la película, otorgándole tres de cuatro estrellas. Otros comentarios positivos vinieron de Michael Phillips del Chicago Tribune y Peter Travers de Rolling Stone.
A.O. Scott del Nueva York Times le dio a la película una bajísima calificación: 2/5 estrellas, afirmando que "hay tanto ocurriendo en la película que, mientras no hay que valga la pena despreciar, tampoco hay mucho que recordar". Mick LaSalle del San Francisco Chronicle le dio a  las película 2/4 estrellas y escribió: "Cuando se compara la ambición y el logro de películas animadas recientes, como Coraline de Universal Studios y Toy Story 3 de Disney-Pixar, Mi Villano Favorito difícilmente parece haber valido la pena de realizar, y apenas vale la pena verla".

### Taquilla
Con fecha de lanzamiento el 9 de julio de 2010, en los Estados Unidos, Mi villano favorito se estrenó en el puesto número uno en la taquilla y generó $56 millones de dólares, convirtiéndose en el tercer ingreso por estrena más grande de 2010, detrás de Toy Story 3 y Shrek Forever After. En su segundo fin de semana, la película descendió un 42% al segundo lugar detrás de Inicio con 32,8 millones dólares ganados. La película bajó otro 27% en su tercer fin de semana y terminó en tercer lugar con 23,8 millones de dólares. El 5 de agosto de 2010, la película superó la marca de 200 millones de dólares, convirtiéndose en la primera película de Universal en llegar a la meta desde el año 2007 con El ultimátum de Bourne. El 24 de agosto de 2010 la película había hecho 232,4 millones de dólares en Estados Unidos y Canadá, así como 65,2 millones de dólares en otros países a nivel internacional, con un total mundial de 297,6millones de dólares, contra su presupuesto de producción de 69 millones de dólares. Esta película también es la sexta película más taquillera de Universal.
La película fue lanzada en DVD y Blu-ray el 14 de diciembre de 2010.

## Premios

### Festival de Cine de Heartland
| Año  | Categoría                                                   | Resultado |
| ---- | ----------------------------------------------------------- | --------- |
| 2010 | Premio Imagen verdaderamente conmovedora en un film animado | Ganadora  |

### Globos de Oro
| Año  | Categoría                   | Resultado |
| ---- | --------------------------- | --------- |
| 2010 | Mejor película de animación | Nominada  |

### Kid's Choice Awards
| Año  | Categoría                 | Resultado |
| ---- | ------------------------- | --------- |
| 2011 | Película animada favorita | Ganadora  |

### Premios Annie
| Año  | Categoría                     | Nominado                          | Resultado |
| ---- | ----------------------------- | --------------------------------- | --------- |
| 2011 | Mejor película                | Pierre Coffin / Chris Renaud      | Nominados |
| 2011 | Mejor dirección               | Pierre Coffin                     | Nominado  |
| 2011 | Mejor diseño de personajes    | Carter Goodrich                   | Nominado  |
| 2011 | Mejor diseño de producción    | Yarrow Cheney / Eric Guillon      | Nominados |
| 2011 | Mejor voz en película animada | Steve Carrell por Gru             | Nominado  |
| 2011 | Mejor música                  | Pharrel Williams / Heitor Pereira | Nominados |

### Premios BAFTA
| Año  | Categoría                   | Resultado |
| ---- | --------------------------- | --------- |
| 2011 | Mejor película de animación | Nominado  |

### Satellite Awards
| Año  | Categoría                  | Resultado |
| ---- | -------------------------- | --------- |
| 2011 | Mejor largometraje animado | Nominado  |

### Critics Choice Awards
| Año  | Categoría                       | Resultado |
| ---- | ------------------------------- | --------- |
| 2011 | Mejor largometraje de animación | Nominado  |

### Asociación de Críticos de Chicago
| Año  | Categoría               | Resultado |
| ---- | ----------------------- | --------- |
| 2011 | Mejor film de animación | Nominado  |

### Sindicato de Productores (PGA)
| Año  | Categoría                   | Resultado |
| ---- | --------------------------- | --------- |
| 2011 | Mejor película de animación | Nominada  |